# Салерно, Джованни
Джованни Салерно (итал. Giovanni Salerno, O.S.B.Cas., также известный как просто итал. Giovanni) — католический церковный деятель XII века. 
Джованни Салерно был членом ордена святого Бенедикта и прославился своей деятельностью в католической церкви. В сентябре 1190 года консистории он был провозглашен кардиналом-священником на консистории и получил титул церкви Санто-Стефано-аль-Монте-Челио. Он также участвовал в выборах папы в 1198 году и был одним из претендентов на папскую тиару. Однако, он отказался от своих претензий в пользу Лотарио Конти, граф Сеньи, граф Лаваньи. 